# Lerdo (Durango)
Lerdo é um município do estado de Durango, no México.